# Производство на изделия от други неметални минерални суровини
Производството на изделия от други неметални минерални суровини е един от 34-те подотрасъла на преработващата промишленост в Статистическата класификация на икономическите дейности за Европейската общност.
Секторът обхваща производството на материали и изделия от нерудни полезни изкопаеми – стъкло, цимент, гипс, камък и други и изделия от тях, както и керамика, включително порцелан и тухли.